# Distant Worlds 2
Distant Worlds 2 é um jogo 4X desenvolvido pela Code Force e publicado pela Slitherine Software. Foi lançado para Windows em 10 de março de 2022 e é a sequência do videojogo Distant Worlds de 2010.

## Jogabilidade
Os jogadores estabelecem um império espacial e o gerenciam em tempo real passível de pausa. O jogo é muito personalizável e opera em grande escala, onde os impérios podem incluir centenas de planetas. O jogo pode ser automatizado para cuidar do microgerenciamento ou de sistemas que os jogadores consideram tediosos, como design de navios, pesquisa ou guerra. Os jogadores podem, por exemplo, dizer ao jogo que tipos de frotas eles querem construir, que tipos de estratégias devem usar e definir regras de engajamento, como procurar piratas automaticamente e atacá-los. O jogo pode ser configurado para exigir autorização para essas decisões ou simplesmente denunciá-las com a opção de veto. A economia civil não pode ser controlada diretamente pelo jogador, mas pode ser indiretamente guiada por escolhas como onde as estações de mineração são estabelecidas.

## Desenvolvimento
A CodeForce disse que o jogo foi "reconstruído do zero" desde o primeiro jogo por causa do envelhecimento do mecanismo de jogo. O número de facções jogáveis foi reduzido devido à complexidade adicional do jogo. As facções antigas ainda existem no jogo e podem dar bônus se conquistadas ou assimiladas. Os gráficos 2D do primeiro jogo são substituídos por modelos totalmente 3D. Slitherine lançou o jogo em 10 de março de 2022.

## Recepção
Distant Worlds 2 recebeu críticas "geralmente favoráveis" de acordo com o agregador de críticas Metacritic. Sin Vega, da Rock Paper Shotgun, escreveu que o jogo tem "muito potencial", porém precisa de trabalho de balanceamento e correção de bugs. Escrevendo para a PC Gamer, Fraser Brown chamou o jogo de "uma ópera espacial elaborada tão interessada em minúcias quanto no quadro geral". Brown elogiou a personalização e automação do jogo, que ele disse "permitir que você crie o 4X que deseja jogar". Comparando a capacidade do jogo de ser automatizado com uma fazenda de formigas, o revisor da Wargamer, Matt Bassil, escreveu: "As partes individuais são funcionais, mas o todo é bastante espetacular".